# Frankfurt Galaxy (ELF)

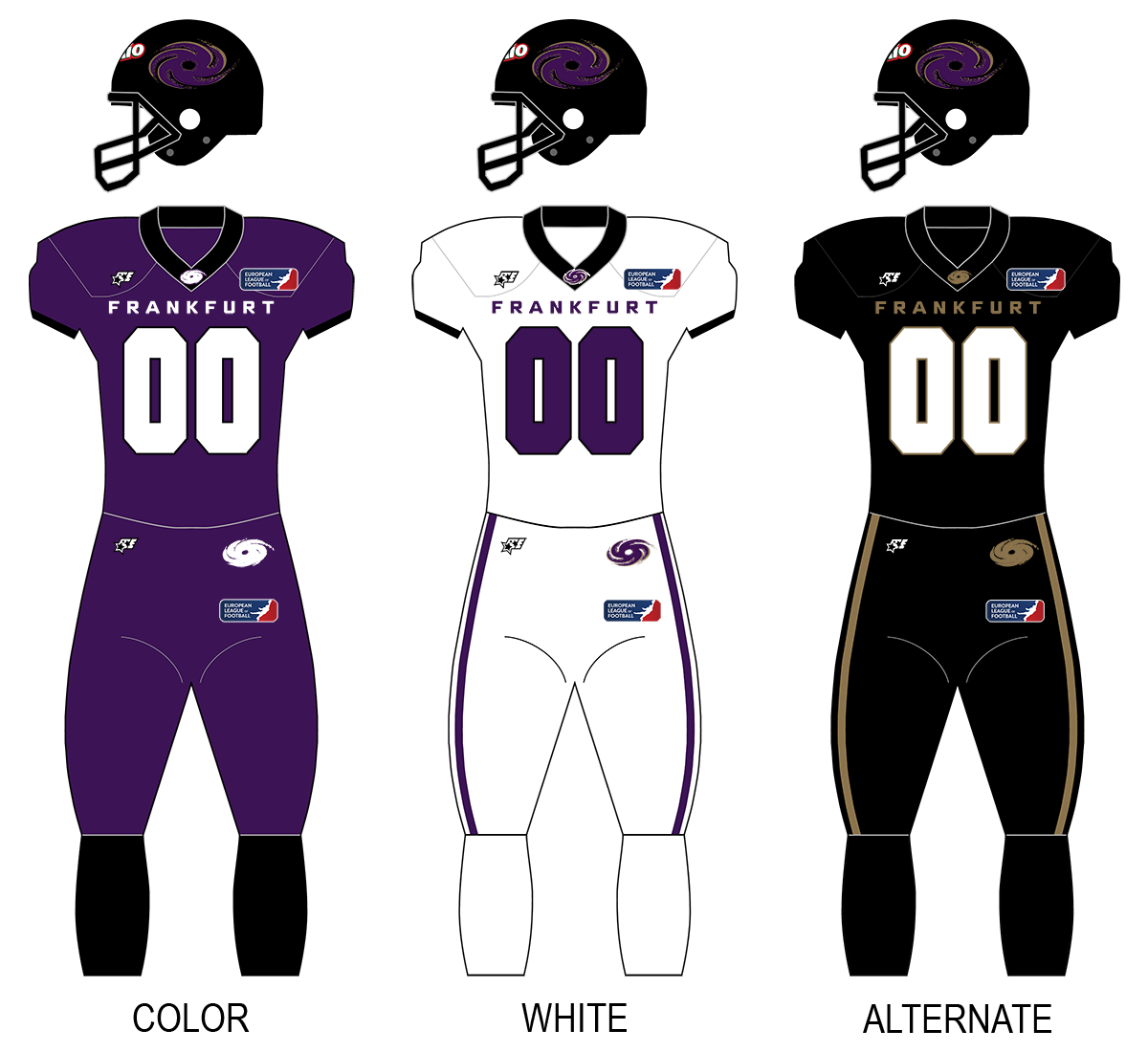
Frankfurt Galaxy - Dresy

Frankfurt Galaxy je německý tým amerického fotbalu hrající evropskou nejvyšší soutěž European League of Football (ELF). Byl založen roku 2021, klubové barvy jsou fialová a zlatá. Tým aktuálně hraje svá utkání především na Frankfurter Volksbank Stadionu (kapacita 12542). Prezidentem klubu je Alexander Korosek, hlavním trenérem Thomas Kösling. Frankfurt Galaxy (ELF) je nástupcem Frankfurt Galaxy.

## Úspěchy týmu
- 1× vítěz ELF Bowl: (2021)
- 1× mistr ELF Jih: (2021)